# Quadratischer Variationsprozess
Ein (quadratischer) Variationsprozess ist ein spezieller stochastischer Prozess in der Wahrscheinlichkeitstheorie, einem Teilgebiet der Mathematik. Er wird aus einem weiteren Prozess (einem Martingal oder einem lokalen Martingal)
gewonnen und erlaubt im Falle diskreter Indexmengen beispielsweise äquivalente Formulierungen des Martingalkonvergenzsatzes. Im zeitstetigen Fall entsprechen die Pfade des quadratischen Variationsprozesses fast sicher der quadratischen Variation der Pfade des zugrundeliegenden Prozesses.
In der stochastischen Analysis treten quadratische Variationsprozesse als Integratoren im Ito-Integral auf.

## Definition bei diskreter Indexmenge
Gegeben sei eine Filtrierung {\displaystyle \mathbb {F} =({\mathcal {F}}_{t})} und sei {\displaystyle X=(X_{n})_{n\in \mathbb {N} }} ein quadratintegrierbares Martingal.
Dann heißt derjenige vorhersagbare Prozess {\displaystyle \langle X\rangle =(\langle X\rangle _{n})_{n\in \mathbb {N} }}, durch den der stochastische Prozess
{\displaystyle Y=(X_{n}^{2}-\langle X\rangle _{n})_{n\in \mathbb {N} }}
zu einem Martingal wird, der quadratische Variationsprozess von {\displaystyle X}. Er ist eindeutig bestimmt.

## Definition bei stetiger Indexmenge

### Stetige lokale Martingale
Gegeben sei ein stetiges lokales Martingal {\displaystyle M=(M_{t})_{t\geq 0}}. Dann heißt der stetige, monoton wachsende und adaptierte Prozess {\displaystyle \langle M\rangle =(\langle M_{t}\rangle )_{t\geq 0}} mit {\displaystyle \langle M\rangle _{0}=0}, mit dem der Prozess
{\displaystyle Y=(M_{t}^{2}-\langle M_{t}\rangle )_{t\geq 0}}
zu einem stetigen lokalen Martingal wird, der (vorhersagbare) quadratische Variationsprozess von {\displaystyle M}. Er ist eindeutig bestimmt.
Der Prozess wird auch Scharfe-Klammer-Prozess oder Winkelklammer-Prozess genannt.

### Semimartingale
Mit Hilfe des stochastischen Integrals kann die Definition der quadratischen Variation auf Semimartingale erweitert werden:
Für ein Semimartingal {\displaystyle X} mit {\displaystyle X_{0}=0} ist die optionale quadratische Variation {\displaystyle \left[X,X\right]} definiert durch
{\displaystyle \left[X,X\right]_{t}=X_{t}^{2}-2\int _{0}^{t}X_{s-}\mathrm {d} X_{s},\quad t\geq 0}
wobei {\displaystyle X_{s-}=\lim _{u\to s,u<s}X_{u}} ist. Ist {\displaystyle \left[X,X\right]} lokal integrierbar, dann ist die (vorhersagbare) quadratische Variation {\displaystyle \langle X,X\rangle } definiert als der Kompensator von {\displaystyle \left[X,X\right]}.
Da die optionale quadratische Variation {\displaystyle \left[X,X\right]} im Gegensatz zur vorhersagbaren quadratischen Variation {\displaystyle \langle X,X\rangle } immer existiert, wird bevorzugt ersteres verwendet.
Ist {\displaystyle X} sogar ein stetiges lokales Martingal, dann ist {\displaystyle \int _{0}^{\cdot }X_{s-}\mathrm {d} X_{s}} ein stetiges lokales Martingal und folglich ist {\displaystyle X^{2}-\left[X,X\right]} ein stetiges lokales Martingal und {\displaystyle \left[X,X\right]=\langle X,X\rangle }. Somit ist die Definition für Semimartingale konsistent mit der Definition für stetige lokale Martingale.

### Adaptierte Càdlàg-Prozesse
Für einen adaptierten Càdlàg-Prozess {\displaystyle H} ist die quadratische Variation definiert als derjenige adaptierte càdlàg-Prozess {\displaystyle \left[H,H\right]}, sofern er überhaupt existiert, der für jede Folge reeller Zahlen {\displaystyle \left(T_{n}\right)_{n}} mit {\displaystyle \lim _{n\to \infty }T_{n}=\infty } und für jede Folge {\displaystyle \left(\pi _{n}\right)_{n}} von Partitionen des Intervalls {\displaystyle [0,T_{n}]} mit {\displaystyle \lim _{n\to \infty }\sup _{k}|t_{k+1}^{n}-t_{k}^{n}|=0} erfüllt, dass
{\displaystyle \sup _{t\in [0,T]}{\Big |}\left[H,H\right]_{t}-H_{0}^{2}-\sum _{i}(H_{t_{i+1}^{n}\land t}-H_{t_{i}^{n}\land t})^{2}{\Big |}\xrightarrow {n\to \infty } 0}
in Wahrscheinlichkeit.

### Quadratische Kovariation
Seien {\displaystyle H,J} adaptierte Càdlàg-Prozesse, dann ist die quadratische Kovariation {\displaystyle \left[H,J\right]} definiert über die Polarisationsformel
{\displaystyle \left[H,J\right]:={\frac {1}{4}}\left(\left[H+J,H+J\right]-\left[H-J,H-J\right]\right)}
Insbesondere ist die quadratische Kovariation eine symmetrische Bilinearform.

## Darstellung
Aus der Doob-Zerlegung folgt direkt
{\displaystyle \langle X\rangle _{n}=\sum _{i=1}^{n}\left(\operatorname {E} \left(X_{i}^{2}|{\mathcal {F}}_{i-1}\right)-X_{i-1}^{2}\right)},
woraus sich die Darstellung
{\displaystyle \langle X\rangle _{n}=\sum _{i=1}^{n}\operatorname {E} \left((X_{i}-X_{i-1})^{2}|{\mathcal {F}}_{i-1}\right)}.
herleiten lässt.

## Beispiel
Gegeben sei eine Folge von unabhängig identisch verteilten Zufallsvariablen {\displaystyle (Z_{n})_{n\in \mathbb {N} }} mit {\displaystyle \operatorname {E} (Z_{0})=0} und {\displaystyle \operatorname {Var} (Z_{0})<\infty }.
Dann ist
{\displaystyle X_{n}:=\sum _{i=1}^{n}Z_{i}}
ein Martingal bezüglich der kanonischen Filtrierung und quadratintegrierbar.
Mittels der zweiten der beiden obigen Darstellungen und {\displaystyle X_{i}-X_{i-1}=Z_{i}} sowie {\displaystyle {\mathcal {F}}_{i}=\sigma (Z_{1},\dots ,Z_{i})} folgt
{\displaystyle \langle X\rangle _{n}=\sum _{i=1}^{n}\operatorname {E} \left((Z_{i})^{2}|Z_{1},\dots ,Z_{i-1}\right)=\sum _{i=1}^{n}\operatorname {E} \left(Z_{i}^{2}\right)=n\cdot \operatorname {Var} (Z_{0})},
nach den Rechenregeln für bedingte Erwartungswerte, da die {\displaystyle Z_{i}} nach Voraussetzung unabhängig sind. In diesem Fall ist der quadratische Variationsprozess rein deterministisch. Im Allgemeinen ist dies nicht der Fall.

## Eigenschaften

### Diskrete Indexmenge
Aus der zweiten der obigen beiden Darstellungen erhält man durch Bildung des Erwartungswertes direkt
{\displaystyle \operatorname {Var} (X_{n}-X_{0})=\operatorname {E} (\langle X\rangle _{n})}
Da aber nach dem Martingalkonvergenzsatz gilt, dass ein Martingal genau dann fast sicher und im quadratischen Mittel konvergiert, wenn es im quadratischen Mittel beschränkt ist, folgt die Aussage
Es ist {\displaystyle \sup _{n\in \mathbb {N} }\operatorname {E} (\langle X\rangle _{n})<\infty } genau dann, wenn {\displaystyle (X_{n})_{n\in \mathbb {N} }} im quadratischen Mittel konvergiert.
Etwas schwächer gilt noch
Ist {\displaystyle \sup _{n\in \mathbb {N} }\langle X\rangle _{n}<\infty } fast sicher, so konvergiert {\displaystyle X} fast sicher.
Außerdem ist der quadratische Variationsprozess eines gestoppten Prozesses der gestoppte quadratische Variationsprozess, es gilt somit die Vertauschungsrelation
{\displaystyle \langle X^{\tau }\rangle =\langle X\rangle ^{\tau }}
für Stoppzeiten {\displaystyle \tau }.

### Stetige Indexmenge
Seien {\displaystyle X,Y} Semimartingale.
- {\displaystyle \left[X,X\right]} ist adaptiert, monoton wachsend und càdlàg.
- {\displaystyle \langle X,X\rangle } ist vorhersagbar und von endlicher Variation. Dies folgt unmittelbar aus dem Satz von Rao.
- {\displaystyle \left[X,Y\right]_{0}=X_{0}Y_{0}} und {\displaystyle \Delta \left[X,Y\right]=\Delta X\Delta Y}, wobei {\displaystyle \Delta X_{t}=X_{t}-X_{t-}} die Sprungstelle von {\displaystyle X} im Punkt {\displaystyle t} ist.
- Für jede Stoppzeit {\displaystyle T} gilt {\displaystyle \left[X^{T},Y\right]=\left[X,Y^{T}\right]=\left[X^{T},Y^{T}\right]=\left[X,Y\right]^{T}}.
- Es gilt die partielle Integration: {\displaystyle X_{t}Y_{t}=\int _{0+}^{t}X_{s-}\mathrm {d} Y_{s}+\int _{0+}^{t}Y_{s-}\mathrm {d} X_{s}+\left[X,Y\right]_{t}}.
- Falls {\displaystyle X,Y} lokale Martingale sind, ist {\displaystyle XY-\left[X,Y\right]} ein lokales Martingal. Dies folgt unmittelbar aus der partiellen Integration.
- Für jede Folge reeller Zahlen {\displaystyle \left(T_{n}\right)_{n}} mit {\displaystyle \lim _{n\to \infty }T_{n}=\infty } und für jede Folge {\displaystyle \left(\pi _{n}\right)_{n}} von Partitionen des Intervalls {\displaystyle [0,T_{n}]} mit {\displaystyle \lim _{n\to \infty }\sup _{k}|t_{k+1}^{n}-t_{k}^{n}|=0} gilt{\displaystyle \sup _{t\in [0,T]}{\Big |}\left[X,Y\right]_{t}-X_{0}Y_{0}-\sum _{i}(X_{t_{i+1}^{n}\land t}-X_{t_{i}^{n}\land t})(Y_{t_{i+1}^{n}\land t}-Y_{t_{i}^{n}\land t}){\Big |}\xrightarrow {n\to \infty } 0} in Wahrscheinlichkeit.

Die letzte Eigenschaft der quadratischen (Ko-)Variation für Semimartingale rechtfertigt die Definition der quadratischen Variation für allgemeine adaptierte Càdlàg-Prozesse.